# P2! - let's Play Pingpong! -
『P2! - let's Play Pingpong! -』（ピーツー レッツ プレイ ピンポン）は、江尻立真による日本の少年漫画作品。『週刊少年ジャンプ』（集英社）において2006年43号から2007年52号まで連載され、『赤マルジャンプ』2008Winterに完結編が掲載。

## 概要
卓球部を舞台にした漫画。連載話数単位は「STEP〜」。単行本数の単位は「stage〜」。作中では「Prime Player」を略してP2と呼ぶ描写もあった。
江尻立真初の連載作品。江尻が「卓球をしていた学生時代を思い出しながら描きました」とコメントしており、ルール説明などがよく入る。

## あらすじ
長年スポーツをすることにあこがれ、しかし運動オンチゆえにそれを諦めていた藍川ヒロムは、中学進学を機に運動部への入部を決意していた。だがその身体能力の低さのため、入部を希望した全ての部活の入部試験に不合格となってしまう。そんな時、最後にたどりついた卓球部で、川末の言葉をヒントに秘められていた心の強さと洞察力を発揮して入部試験に合格。県下で注目を集める新鋭久勢北中学卓球部で、一癖も二癖もある仲間達と一緒にヒロムは一生懸命な努力で成長していく。

## 登場人物

### 県立久勢北中学校
前年の中学卓球県大会で、県下で無類の強さを誇り『覇王』と呼ばれていた王華学園を、当時まだ2年生以下だったメンバーで破り、優勝を果たした学校。それ以来、優勝の立役者となった岩熊･遊部･川末の3人は『破王』と呼ばれている。しかし、去年は部長であった岩熊の腕の怪我を理由に全国大会出場を辞退。今年は万全の状態での全国大会進出を目指している。
藍川 ヒロム（あいかわ ヒロム）
右・シェークハンド前陣異質攻撃型
主人公。県立久勢北中学校の1年生。容姿は、本人は「渋い」と呼ばれたがるのだが、「かわいい」と皆に言われてしまうショタタイプ（「小さい」と言われるのはかまわないらしい）。肉食で歓迎会のときも肉ばっかり食べていたがその割には背は伸びておらず、この当時の身長は蒔絵の半分位しかない。髪の毛が常にはねており、野球帽を被っていても髪の毛がはねていた。卓球部に入る以前は乙女や前園と共に少年野球チーム「美凪ワルキューレ」に在籍していたが、6連続失策をするほどの実力不足でチームから外れる。50m走が12秒3、体力診断の結果がオールE、カナヅチで泳げない、野球で思い切りバットを振ってもピッチャーゴロになるなど、極度の運動オンチ（運痴）。運動が出来ない代わりに絵を描く才能はあり、スポーツの絵を描くのが好きであるが、後述のずば抜けた動体視力のせいか躍動感のある絵が描けないでいた。負けず嫌いだが諦めが早い性格と運動オンチのため、スポーツをすることは諦めかけていたが、幼馴染みの乙女の助言をきっかけに運動部入部を決意する。運動部入部試験を12連続で不合格になった後、たどりついた卓球場での川末の姿に憧れ、卓球部への入部を希望して認められる。いまだ卓球の才能はほとんど開花していないが、根性だけは誰にも負けない（そのため、倒れるまで皆と走り続けたこともあった）。そして岩熊が過剰な練習の末に選手生命を絶ってしまったにもかかわらず、岩熊の強さにあこがれ、進んで激しい練習を望む。その誠意に押される形で蒔絵は卓球部コーチ再任を決意する。また川末へのあこがれから、体格面のハンデにもかかわらずカットマンになりたがっていた。しかし、サシャとの実力差に愕然とし、晶のアドバイスもあって自分に合うと言われた前陣異質攻撃型となり、蒔絵の教えた戦術を利用して地区予選で前園を相手に初勝利を納める。
シャワー室でアキラの裸を「見た」のに女の子と気付かないなどぼーっとしていることが多いが、実は相手がスマッシュする時のラケット面を正確に捉えられるほどの優れた動体視力の持ち主。また神経衰弱を早々に勝ち抜けたり、晶のブローチが少し前に見た写真に写っていた盾のリボンであると分かるほどの記憶力の持ち主でもある。表面がデコボコした卓球台でのレシーブ練習により、肩甲骨打法を習得し、岩熊のようなライジング打法ができるようになってきた。川末晶曰く兄（涼）より強くなるとのこと。ちなみに彼の持つ「スマッシュする時のラケット面を正確に捉えられる才能」に気づいているのはごく僅か（久勢北でも1人、王華でも晶だけ。150/hに達する柊のスマッシュも一度返したことがある）。また、この才能を持っていることをサシャに話したが、全ては判っていない様子。
最終回では日本屈指のプレイヤーとなっており、3年間の間に秀鳳の高槻、月代の藤山、元王華ドイツ校エース、ハインリヒ＝フォンローゼンベルク（エリスの兄）を倒した。
モデルとなった人物は特にいないらしい。作者はヒロム本人に関し「僕の夢と希望が詰まったキャラ…にしては弱いですね。」とコメントしている。
早乙女 乙女（さおとめ おとめ）
ヒロイン。県立久勢北中学校の1年生。職業：いじめっ娘。水泳部に所属。ヒロムとは幼馴染でよき理解者であり、ヒロムを（表向きは）いつも守っている。ヒロムのスポーツをしたいという思い、そして負けず嫌いな本質を見抜いており、「負けず嫌いはスポーツに向いている」という彼女の言葉が、ヒロムに運動部への入部を決意させた。ヒロムと異なり運動神経はよく、小学生の頃に「美凪ワルキューレ」の4番ピッチャーでもあった。父親が来ていた試合で大敗しエラーを連発したヒロムを泣きながら責めたが、後に考えを改めてヒロムに付きまとうようになる。強気な性格だが、それが原因で墓穴を掘ることもある。ヒロムの行動を常に観察し、それをインターネットのブログ『週刊少年ヒロム（旧OTOMEブログ）』で公開する事でアフィリエイトにより小遣い稼ぎをしている。王華との試合にもギャラリーの中にこっそり潜入するなど観察行動は徹底している。新入生歓迎会では、遊部の口車に乗って12歳とは思えないスタイルのバニーガール姿を披露した。ヒロムにトキメキらしいが真相は不明。父親と高級レストランで食事するシーンが描かれている。また、父親は非常に厳格な人物である様子。
最終回では、ヒロムに黙って留学していたらしく、ヒロムの応援のため一時帰国していた。身長は高1で168cm。
彼女のモデルとなった女の子がいるらしいが、詳細は不明。
岩熊 鉄男（いわくま てつお）
右・シェークハンド前陣速攻型
県立久勢北中学校の3年生。久勢北中学卓球部主将。2年前まで弱小だったどころか廃部寸前だった久勢北中学卓球部を、一躍卓球の強豪校に変えた立役者。去年、覇王・王華を破った「破王」の1人。ヒロムの入部当時は負傷のため部活に出てきておらず、1年の歓迎会後に合流した。卓球部復帰のおりには、なぜか本物そっくりな熊の着ぐるみを着て登場し、1年生を驚かせた。人の話をあまり聞かないで勝手に物事を進めがち（そのため早乙女のことをマネージャーだと勘違いしている）。
生まれつき速筋の割合が多く、巨体とは裏腹に俊敏な動きで相手の球をライジングで打ち返すプレースタイル。卓球は『気合』というのが持論。また、卓球を始めた理由はリトルリーグの先輩からの誘いである。その後、手違いで組まれた練習試合で王華学園の相馬光樹に完敗し、他の部員も部を去ったが、当時1年生だった川末らを部に誘い、王華へのリベンジの為に蒔絵に教えられた3年分の練習カリキュラムを1年で終わらせるほどの猛練習をひたすら積んだ。しかしその過剰な練習が祟って肘に重大な故障をかかえ、選手生命を絶たれてしまう（だが、他の部員に対しては自分の怪我よりも新歓コンパを大事にしており、それより大事なことはないといった軽口もたたいていた）。その後ケガは回復した模様（高3までに肘を三度潰して三度復活した。そのため遊部は「本当に人間か?」と思っている）。
ちなみに、頭のタオルは常に巻いているわけではなく、卓球を始める前および引退後は巻いていない。
川末 涼（かわずえ りょう）
右・シェークハンドカット主戦型
県立久勢北中学校の2年生。卓球部部長で新入部員たちの入部試験を引き受けていた。去年、覇王・王華を破った「破王」の1人。卓球にはかなりの情熱をもっており、それゆえに誰に対しても厳しい態度をとる。ヒロムのことは気にかけており、自分のラケットを与えたり、練習メニューの考慮に頭を悩ませたり（授業中にそれをしていたが、先生の質問にも答えることができていた）、試合の後ヒロムが自分の実力のなさを悔やみ落ち込んでいるところを励ましたりもしている。親は川末総合病院を経営している。乙女からは『川末っち』、蒔絵からは『川坊』と呼ばれている。卓球は『技術』というのが持論で、自らも技巧的なプレースタイル。しかしこのカット主戦型というスタイルは本来の自分に適したスタイルではない。その理由は、生まれつき筋繊維の数が人より少ないから（常人の約7割）。そのため非力であり、同じスタイルであるカットマンを相手にするとどうしても力負けし勝つことができない（王華の監督の城島もこのことを見抜いており、『身に合わぬ袈裟を着ている』と評し彼をスカウトしなかった）。小学生の頃、王華の城島監督が視察に来た試合で晶に負けた悔しさから感情的に晶を突き飛ばしてしまい、カットマンとしての才能に限界を感じ卓球を辞めるが、後に卓球を再びやり始め久勢北に入学してからは晶とすれ違うようになっていた。眼鏡をかけている（卓球をプレイ中は外している）描写があり、視力が悪い様子。
3年後は王華学園のユニフォームを着ていることから同校の高等部に入学した模様。しかし、キャラは変わってしまった。
作者が所属していた卓球部に彼のモデルがいたらしい。
遊部 遊（あそべ ゆう）
右・ペンホルダードライブ攻撃型（片面）
県立久勢北中学校の2年生。関西弁を話す卓球部主将代行。川末とは違って温和な性格で人あたりは柔らかく（上述のように乙女にバニーガールの扮装をさせたり、通りすがりの解説役と称するなど）妙な面もあるが、試合においては冷徹な一面も見せる。新歓コンパにおいては宴会部長の肩書きを自ら任じ、練習方法にも工夫を凝らす。去年、覇王・王華を破った「破王」の1人。本来のプレースタイルはドライブ攻撃型だが、普段は体力温存のため、ブロック主体の速攻型を取っている。県下No.1のドライブマンであり、バックハンドドライブを決め球とする。卓球は『感性（センス）』というのが持論。実は王華からスカウトされたのだがそれを断り、久勢北に来た。王華中との練習試合後、引退する岩熊から次代主将に任命されチームを牽引する。姉（運転免許取得者）がいる。眼鏡をかけているが、本人曰く、「素の目つきが悪い」から（視力は0.8らしい）。3年後は身長188cmで、眼鏡をかけていない。P2杯の時、相馬光樹とフルセットの末勝利をおさめた。
作者が所属していた卓球部に彼のモデルがいたらしい。
眞白 裕也（ましろ ゆうや）
左・ペンホルダードライブ攻撃型（両面）
県立久勢北中学校の1年生。去年の市大会のカデットの部（中学2年生以下の部）で小学生ながら準優勝し、天才と呼ばれている。色男を自認するなど少しナルシスト的面もある。小学生の時は地元の卓球場で練習をしていた。ヒロムの一生懸命努力する姿勢や、勝負への真剣さを認めており、卓球での世話役になっている。フェイントや裏面打法、常人より広い肘の可動範囲を生かした「サイドワインダー（横這う蛇）」と呼ばれる真横にバウンドするシュートドライブなど、多彩な技を持つ（だが、裏面打法とサイドワインダーは肘への負担から蒔絵に使用を止められている）。乙女から『ましろん』と呼ばれている。王華との練習試合に出場するため、レギュラーとして選ばれた山雀と練習試合を行い、圧倒的な実力を見せつけ勝利しレギュラー枠を奪取したため反感を買うが、試合中に山雀は思いなおし梟宇達とも後に和解した（練習試合では敗北）。
母親とは死別しており、その後は眞白家の養子に入った。幼い頃に離婚していなくなった父親は王華の卓球部監督の城島であり、かつて大会出場を優先して母親の葬儀にすら来なかったため、特に城島と王華（特に当時期待の新人だった相馬と鰐淵）にも強い憎しみを抱いている。そのためいつも他人と接するときは心に「仮面」をつけていたが、ヒロムに見透かされ、本気で人とむきあえるようになった。
3年後では父親と和解しており、千佳と付き合っている。また、そばかすは消えており、かなりのファンを持つ。
山雀 輔（やまがら たすく）
右・シェークハンドドライブ攻撃型
県立久勢北中学校の2年生。他人の背中を叩く癖を持っている。身長が低いが、それを馬鹿にした者を得意の運動神経で倒していた。新歓コンパの練習では体の捻りを大きく使った強力なパワードライブを見せて1年生を驚かせた。王華との練習試合において念願のレギュラーメンバーに選ばれるが、直後にレギュラー落ちしていた眞白に惨敗しレギュラー枠を奪われる。最初は眞白が負ければいいと本気で望んでいたが、思い直し先輩として鼓舞激励した。割と心が広い人間のようで、後に眞白が謝罪した際も不器用ながら受け入れており、地区大会の一回戦で梟宇と共にダブルスで出場した時も、緊張で負けていた所を眞白の発言で緊張が解け勝利した。
岩熊の引退後、岩熊の夢を継ぐつもりで頭にタオルを巻いてみたが周囲からは「変」「海賊の下っ端みたい」と不評だった。実家は銭湯を経営している。身長は161cm（高2）
梟宇 周二（きょう しゅうじ）
右・シェークハンドカット主戦型
県立久勢北中学校の2年生。新歓コンパの練習ではカットのキレで1年生を驚かせた。王華との練習試合では、眞白の強引なやり方に不満を抱き、レギュラーを奪われた山雀の分まで戦う決心をするが、王華の1年生・柊十吾に完敗。自信をなくし、一時は卓球部を辞めようとするが、結果的には部にとどまる（遊部曰く「詭弁で説得されて戻ってきた」そうだが、戻る切っ掛けが欲しかった、というのが真相の様子）。地区大会の一回戦では山雀と共にダブルスで出場し緊張しながらも辛勝する。彼が着用しているTシャツ及び自宅の部屋に貼ってあるポスターのデザインには、1980年前後にアメリカ西海岸で活動していたハードコアバンド"BLACK FLAG"のレコードジャケットが使われている。妹が一人いる。前髪で目が常に隠れているが、最終回で目が描かれているコマがある。
久遠寺 真悟（くおんじ しんご）
県立久勢北中学校の1年生。去年のホープス（小学5、6年生の部）3位の実績を持つ。お寺の住職の息子。カット主戦型と思われ、実力は眞白に「さすが」と言わせるほどであるが、合宿で疲労で倒れてしまい数日リタイアしていたことから他メンバーと差が開き、レギュラーから外されてしまった。
植芝（うえしば）
県立久勢北中学校の1年生。アトラスSCに所属していた。下の名前は不明で、登場時は眞白に『植芝 ナントカ』と地味な扱いで紹介されている。ベジタリアンである。最初の合宿では腓返りの怪我を負う。久遠寺とともにプールでの水中卓球の日に練習を休んでいたため、同じく大会前の合宿で数日リタイアしてしまう。
先輩（せんぱい）
右・シェークハンド
県立久勢北中学校の2年生。本名不詳。第一話から最終話まで登場しているが名前が明らかになっていない先輩。去年の県大会で梟宇とダブルスを組んでいた（県大会で正式な部員で無かった山雀が助っ人に呼ばれていた試合に居合わせていた）。ちなみに人気投票では「糸目の先輩」でエントリーされていた。
沖野（おきの）
久勢北卓球部顧問。しかし顧問と言っても形だけであって周囲からは「置物」沖野と呼ばれていた。実際、王華との練習試合にも来ていなかった。眞白の話では王華との練習試合の前後に食い倒れで倒れたらしい。
蒔絵 薫（まきえ かおる）
倒れた沖野の代理で来た女性教師。ポニーテールの美人。男性口調。いつも口に（針灸用の）針をくわえているのが特徴。長身で、ヒロム（中学1年当時）の倍ほども背がある。ヒロム同様、髪の毛が一部はねている。久勢北中学の卒業生であり、自身も卓球経験者。他の教師の話ではかつては優秀な選手であり、かなり強かったという。付いたあだ名は「サバンナの風」。かわいいものには目がなく、気に入った男子生徒にはセクハラまがいの行為をする（主にヒロム）。指導態勢はいい加減で生徒に任せきり。一見すれば顧問として不適格とも取れる言動が多いが、やる気のない素振りを見せながらも物事を的確に判断している。過去、彼女は岩熊が1年生のとき久勢北卓球部のコーチであった。しかし王華との練習試合で実力差に絶望した当時の部員達の離反によって、卓球部は定員割れを起こし休部となったため彼女はコーチを解任されることになった（このときに一騒動あって、教員の一人が丸ハゲにされた）。適当な指導もコーチ解任を恨んでいるわけではなく、自分がいなくなったために1人で過剰練習をし、肘を壊してしまった岩熊に負い目を感じているため。ヒロムの「諦めたくない」という強い思いに岩熊と同じものを感じコーチ再任を決意する。岩熊がいうにはツンデレらしい。また、信じられない怪力の持ち主（怒って、そこに立っていた木を叩き折り、倒してしまいそうになった程度）。マッサージが得意。
3年後には結婚し子供が一人いる。

### 王華学園中等部
中学卓球界で無類の強さを誇り、『覇王』と呼ばれている学校。しかし去年は『破王』久勢北中学校に敗れる。久勢北中学が全国大会出場を辞退したため、繰り上がりで全国大会に出場。その大会で覇者となるも当然納得いくわけもなく、今年の大会での雪辱を狙っている。しかし最終回で、六花学園にまけたとある。
城島 久也（じょうしま ひさや）
王華学園中等部の卓球部監督。現役の頃はシュートドライブ（サイドワインダー、横這う蛇）を武器に全国V6及び個人全国2連覇を達成し、監督としても全国優勝12回の一端を担う。現在は右目が不自由。
久勢北の眞白の実の父親であるが、眞白が幼い頃に離婚。眞白の母親は腫瘍で入院していたが見舞いには一度も行かず、更に葬儀も卓球の大会を優先して出席しなかったため、眞白から憎しみを抱かれている。眞白が自分の息子であることに気づいていなかったが、眞白がサイドワインダーを放つのを見て何かに気づいた様子で、試合後に打法が腕などに負担がかかるため、使用を控えるよう助言している。その後、同じく息子の康成が監督を務める六花学園の卓球部に破れ失脚した。
3年後では眞白と和解しているが千佳と付き合うことは反対しているらしい。
相馬 光樹（そうま みつき）
右・シェークハンド前陣速攻型
王華学園中等部の3年生。卓球部の主将。1年生の時点で、手違いから王華学園を訪れた岩熊と練習試合をし、圧勝している。だが、昨年の県大会決勝では岩熊に競り負けている。身長が低く（ヒロムと同じくらい）、他人を見下ろせる馬上を好んでおり、学校の寮内では愛馬ロシナンテに乗って闊歩している（全てを見下ろすため）。乗馬術は未熟なようで、ロシナンテを思う方向へと歩かせられない。卓球は『戦術』（パラダイム）というのが持論。その持論通り、サーブからフィニッシュまでのパターンを何千と記憶し、瞬時に適応するかなりの戦術家。晶曰く「予測できない攻撃はない」。また、「絶影」というリストスマッシュを打つ（中国『三国志』における曹操の愛馬の名前が由来。作者曰く、呂布の愛馬「赤兎」にするか、ナポレオンの愛馬「マレンゴ」にするか悩んだらしい）。女子からはかなりの人気があるようで応援団まである。「小さい」と言われることを気にしているが「可愛い」は構わないらしい。ちなみに遠くから「小さい」と言われても誰が言ったのか当てることができる。また、どの人物が何回「小さい」と言ったのかも記憶している。岩熊の代理で戦ったヒロムのことは最初は初心者だとあなどっていたが、油断したとはいえ自分から2点取り、予期せぬ自分の戦術を崩したヒロムの可能性を楽しみにしているようである。
3年後ではP2杯の準々決勝で遊部にフルセットの末惜敗した。
鰐淵 守（わにぶち まもる）
右・シェークハンドドライブ攻撃型
王華学園中等部の3年生。中学生とは思えぬ体躯を誇る。以前は県下No.1のドライブマンと呼ばれていたが、去年の県大会で遊部と戦って敗北し、その称号を明け渡してしまう。久勢北との練習試合ではシングルス2で眞白と対戦。中盤までは圧倒され敗北寸前まで追い詰められるも、自分のラケットで己に活を入れて流れを引き寄せ、見事な逆転勝利をおさめる。眉毛は剃っているらしい。
3年後ではP2杯の客席に座っており、黒髪が生えている。
川末 晶（かわずえ あきら）
右・シェークハンドオールラウンダー
王華学園中等部の1年生女子で日本女子卓球界の顔。最年少オールラウンダー。卓球に関してはかなりの実力と洞察力を持ち、ヒロムの素質をいち早く見抜いた。
実は川末涼の妹で幼い頃遊部を含めた3人で辻巻の湊卓球クラブという所で遊んでいた。彼女が卓球を始めたきっかけも兄の技巧的なプレーにあこがれたため。しかし、小学生時代に城島監督が視察に来た試合で涼に勝ってしまい一時期涼が卓球を辞めていた事や、予想に反して涼が久勢北に入学した寂しさから避けていたが、ヒロムとの会話から思い直す。卓球界では有名な存在らしいが、本人はそのイメージを良く思っていない。中性的な外見と、クールで男の子っぽい言動のため、ヒロムがシャワー室で晶の全裸を目撃したにもかかわらず、直後に女子制服を身に着けるまで彼女を女性だと認識していなかった（晶本人はその事にある程度ショックを受けている）。動物の耳を思わせる筒型の帽子を好んで被る。
お嬢（エリス）と草次郎と知り合いであり、お嬢から「ブラコン娘」とも呼ばれている。
3年後では涼との仲はある程度戻りつつあり、ヒロムに気がある様子。
柊 十悟（ひいらぎ とうご）
右・シェークハンドドライブ攻撃型
王華学園中等部の1年生。練習嫌いでヒロムや眞白、川末のことを馬鹿にしているが、スマッシュのスピードが150km/hに達するなど実力は確か。監督達からも王華の次期主力として期待されている。
ヒロムや眞白に出会った時は髪が長く、前髪で三つ編みをしていた。その上から帽子を被っていたため、何となく三つ編みはアクセサリーに見えたが地毛。久勢北が練習試合にやってきた時には髪を切っており、その違いからか髪が長かった時よりも幼く見える。その時に、ヒロムの想像でからかわれていることもあり、周りに振り回されることが多々ある。
きつい口調や性格であるため、熱くなりやすい。
柳 青州（やなぎ せいしゅう）
王華学園中等部の2年生。王華学園北京校から来た日本人。久勢北との練習試合で準エースの鰐淵を差し置いてS3に入り、川末と対戦。相性がよかったせいか序盤は有利な試合運びでリードするも、最終的には川末の粘り強さの前に敗れる。
柳 紅州（やなぎ こうしゅう）
王華学園中等部の2年生。柳青洲と共に登場した。久勢北との練習試合ではS4。青洲と同じく王華学園北京校から来た日本人。久勢北との練習試合ではS4として遊部と対戦するも、圧倒的な実力差でなす術なく敗れる。
サシャ=クリングバイル
王華学園ドイツ校の生徒。晶が短期留学していた頃の友人で、晶に内緒で来日していた。ヒロムがばら撒いた一ケース分のピンポン球を数秒で打ち返すほどの動体視力と反射神経を持つ。
木之下 雪絵（きのした ゆきえ）
王華学園中等部2年生。相馬の応援団の会員No.84。ショタコンで相馬を「小っちゃ可愛い」と言うたびに注意され（「小さい」のみ注意され「可愛い」は咎めない）ており、岩熊の代理で対戦したヒロムにも同様の発言をした挙句、鼻血を出しながら気絶するほどであった。単行本描き下ろしのオマケにも登場しており、ヒロムを見に久勢北の地区大会も見に来ていたらしい。尚、P2杯にも双眼鏡を持って観客席に座っている。
ロシナンテ
相馬の愛馬。すぐ人を噛む癖を持っている上に、口臭がひどい。ヒロムをタマネギと間違えることとも合わせ、天然ボケのようである。
名前の由来はドン・キホーテの愛馬。

### 初代実業付属中学
前園 衛（まえぞの まさる）
初代実業附属中学の1年生。ヒロムや乙女の小学校の同級生で少年野球チーム「美凪ワルキューレ」のサードを務めていた。身長172cmの長身で大型新人と評されていたが地区予選の一回戦でヒロムに敗れた。ヒロムを馬鹿にしており眞白からも反感を持たれ、負けてすぐにその場を去る（この行動について、糸目の先輩は「最後まで失礼な奴だ」と吐き捨てていた）が、直後にヒロムと乙女の前に鉢合わせた際は悩みながらも握手を交わした。
乙女に気があるようで、地区大会の観覧席で初代側にいた乙女（ヒロムを正面から見るため）を「勝利の女神」と呼んだり、乙女の手作り弁当を条件に遊部のポスターのコピーと掲示を引き受けている。ただし、単行本の書下ろしでは通行人の子供に弁当を台無しにされる。それに対し謝っても許さず、さらに止めに入ったエリスにも絡んでいたところを乙女に殴り倒される。
猿渡 雄三（さるわたり ゆうぞう）
初代実業附属中学の卓球部監督。久勢北中学の総合力を甘く見て、遊部・川末との対戦前の前半3組に期待するが、3組とも負けたため一回戦で敗退が決定し、結局全戦全敗に終わる。
荻窪 昇（おぎくぼ のぼる）
初代実業付属中学の卓球部エース。地区予選の一回戦で眞白と対戦し敗北。
堀部（ほりべ）
初代実業付属中学の卓球部員。地区予選の一回戦で遊部と対戦し敗北。
丹波（たんば）
初代実業付属中学の卓球部員。地区予選の一回戦で畔野と共に、山雀・梟宇ペアと対戦し敗退。
畔野（はんの）
初代実業付属中学の卓球部員。地区予選の一回戦で丹波と共に、山雀・梟宇ペアと対戦し敗退。
横村（よこむら）
初代実業付属中学の1年生。ヒロムや乙女の同級生で小学生の頃は「美凪ワルキューレ」の5番ファーストで、前園らと共にヒロムをパシリにしていた。現在も前園らとつるんでいる。

### 秀鳳学園
地区大会を10年連続で1位通過している強豪校。『破王』久勢北中学も秀鳳学園には一度も勝ったことがない。県下四強の1校で特有のフットワーク「天翔（あまがけ）」を戦術として使用している。通称『天軍』。
高槻 修二（たかつき しゅうじ）
秀鳳学園卓球部主将。禿頭にメガネが特徴。1年前の地区大会決勝で、マッチポイントを取った川末の球がエッジギリギリに落下したため、判定に納得しておらず（川末も勝利したことに納得していない様子）、翌年の地区大会で川末との再戦を希望している。基本的にはマジメでクールな性格だが、張の取り扱いにかなり困っている。
久勢北との試合ではS4でヒロムと対戦（ヒロムを川末の愛弟子と称している）する事になり、連載はここで終了している。この試合の詳細は描かれていないが、3年後の回想ではヒロムに敗北した模様。
大山崎 昇（おおやまざき のぼる）
秀鳳学園卓球部副主将。大柄な体格に力強いプレイで、スマッシュした球が観客席まで飛び、真っ二つに割れるほどの力を持つ。眞白や山雀達を挑発したり悪態をつくなど嫌味な性格。
昨年の市大会のカデットの部（中学2年生以下の部）で眞白を倒し優勝した。久勢北との試合ではS5で眞白と当たる。
張偉（チャン・ウェイ）
シェークハンドドライブ攻撃型
秀鳳学園卓球部員の中国人留学生。相手にギリギリまでポイントを許し自分を追い詰めた状態で逆転する。その理由は、格下と打てばプレーが雑になり腕がさびるために、緊張感を保たせるため。また、その威圧感から2回戦では相手が有利な状態でも棄権した。戦法を含め棘のある発言や立ち回りなどから他の部員からはそのやり方に否定的な者が多いが、常に現状に甘んじず戦う信念を元チームメイトや高槻は理解している。
突然失明した目の治療のため来日し秀鳳に留学する。基本的に日本語ではなく中国語で話しているが日本語が出来ないわけではなく、遊部と日本語で言葉を交わしたり部員の自分に対する悪口を聞き取ったりしている。ちなみに高槻も中国語が多少話せる。
ポール回しを利用した跳ねない打球「ゼロバウンド」を使うことができる。
水無瀬 脩哉（みなせ しゅうや）
シェークカット主戦型
秀鳳学園の一年生卓球部員。初頭部時代は秀鳳学園でのカットマンの地位の低さゆえに、中等部では卓球をやめようと考えていた。しかし、1年前に川末が高槻を破った試合を見て以来、川末に憧れ川末のフォームを真似、本気でカット主戦で戦うようになり、1年生ながらレギュラーの座を射止めるほどになった。
サンバイザーを被っているが外す時もある。秀鳳の選手の中では穏やかな性格の持主で、川末の姿を見ただけで卒倒するほどユニークなキャラである。久勢北との試合ではS2において川末と対戦し勝利するが、カットマンとしての実力差から勝利したことに困惑する。
太田（おおた）
秀鳳学園の卓球部員。張が来るまではSとして戦っていた。高槻の発言から、決して弱くはないようである。また、高槻とは仲がいい模様。

### その他
大谷 千佳（おおたに ちか）
大谷卓球センターの店員で眞白の知り合い。大の酒好きでカウンター横には常に酒を用意している。大会の際は出発直前まで眞白と打ち合っていた。大楠とは知り合いのようで「お絹」と呼んでいた。
3年後では眞白と付き合っているような描写がある。
大楠 絹子（おおぐす きぬこ）
眞白を久勢北から引き抜きに来た六花学園のスカウト（しかし眞白に渡した名刺の肩書きには「秀鳳学園」とあった）。六花学園は久勢北よりも設備や環境が整っているらしい。眞白にこの話を断られるものの、眞白の何か大切な情報を知っているらしく『いずれ彼は来る』と呟いた（六花学園監督の城島康也に関係することかもしれないが、詳細は不明）。後に地区大会にも来ており眞白とも再び会っている。ちなみに、彼女の傘は日傘兼用。また肌が敏感なのか、夏でも長袖のスーツを着用している。
3年後には眞白の兄で六花の監督である城島康成と結婚していた。
城島 康也（じょうじま こうや）
六花学園の監督。城嶋久也の息子、眞白裕也の兄。完結編の3年前に六花学園の監督として王華に勝利。そのことが城嶋久也の失脚につながったらしい。久勢北と王華の練習試合に顔を出していたときの城嶋久也とのやりとりなどから、その当時は王華のコーチだったという見方が一般的である。だが、作中で「王華のコーチ」と明確に提示されていたわけではない（人気投票の紹介では王華のコーチとされていたが）ので、すでに当時から六花学園の監督として、両校の試合を観戦していた可能性もある。仮にそうだとすれば、練習試合中に城嶋久也に対して敬語で話していたのは、相手が上司だったからではなく、親だったからと解釈できる。
エリス・舞姫・ローゼンベルク（エリス・まいひめ・ローゼンベルク）
草次郎と地区大会を観戦していた少女。間違えて男子シャワールームに入るが眼鏡をかけるまでヒロムを男だと気づかず、他の男子学生が来た際（ヒロムもろとも）ロッカールームに隠れた。これを理由にヒロムから痴女呼ばわりされている。直後に草次郎が謝罪するも「ほら私は悪くない」と発言し自己中心的な性格と思われる。川末晶と何らかの因縁があるらしく、そのことが書かれていると思われる「恨みノート」を持っている。
六花のエースであるハインリヒ・フォン・ローゼンベルクの妹で、IQ200以上・六花のスパイを自称している。実際には編入試験で名前を書き忘れたため久勢北に入った。
草次郎（そうじろう）
上述のエリスの付き人で、そのワガママぶりに困っている。長髪など風貌から初登場時は一部読者から女性と間違われていたが男性である。頭は悪くなく、張のゼロバウンドの理論を、完全にではないものの、おおむね見抜いていた。遊部と同い年のようなので2年生である。
ちなみに川末晶とも知り合いで、互いのメールアドレスも知っている仲。
李（リー）
張が中国で所属していたチームのチームメイト。失明前の張の傲慢さに腹を立てていたが、張がチームを離れた事で自分たちの精神の弱さに気づき、それをバネに優勝できるまでのチームになれた事を感謝した。
「皆、今でも張のことは嫌いだが、心の中では尊敬している」と告げる。張が来日するための費用を捻出したのも彼らである。

## 書誌情報
- 江尻立真『P2! - let's Play Pingpong! -』集英社〈ジャンプ・コミックス〉
  1. 「P2!-let’s Play Pingpong? 」ISBN 978-4-08-874333-2
  2. 「王華学園」ISBN 978-4-08-874378-3
  3. 「YES,I will」ISBN 978-4-08-874387-5
  4. 「梅雨来たりなば」ISBN 978-4-08-874429-2
  5. 「Morning Butterfly」ISBN 978-4-08-874450-6
  6. 「前哨戦」ISBN 978-4-08-874479-7
  7. 「Sure」ISBN 978-4-08-874501-5

## 逸話
- 連載数話目の時点で、『週刊少年ジャンプ』本誌で行われたキャラクターランキング、路上アンケート巣鴨で聞く孫にしたいキャラクター部門で、本作の主役である藍川ヒロムが1位に選ばれた[4]。
- 連載開始前のタイトル候補として「P3! -Praying Pingpong Player-」があった[5]。
- 本誌上で、P2! 一周年記念とともに、卓球選手石川佳純のインタビュー企画があった[6]。
- 連載1周年突破記念の巻頭カラー・キャラクター人気投票の直後に連載が終了され、人気投票の結果は単行本7巻で発表された。
- 球の回転とラケットの向き、返球のコースが合っていない場面が時々見られる。
- 『赤マルジャンプ』2007SPRINGに『メゾン・ド・ペンギン』とのコラボ作品「メゾン・ド・P2!」が掲載された。